# 682 Hagar
682 Hagar
682 Hagar là một tiểu hành tinh ở vành đai chính, thuộc nhóm tiểu hành tinh Eunomia. Nó được August Kopff phát hiện ngày 17.6.1909 ở Heidelberg, và được đặt theo tên Hagar, một phụ nữ trong Cựu Ước (sách Sáng thế XXI 14)